# Lucjan Plater
Lucjan Stanisław Plater, właściwie Lucjan Stanisław Broel-Plater (ur. 25 listopada 1808 w Pomuszu na Wileńszczyźnie, zm. 12 czerwca 1857 w Parramatta) – żołnierz, oficer wojsk polskich w powstaniu listopadowym, działacz emigracyjny, hrabia.

## Młodość i powstanie listopadowe
Urodził się w wielodzietnej, zamożnej rodzinie, jako trzeci syn hrabiego Tadeusza Broel-Platera (1780–1822) i Racheli Kościuszko. Wraz z bratem Ferdynandem (1811–1891) służył w szkole oficerskiej w Dyneburgu (1830). Przed powstaniem służył jako podchorąży rewelskiego pułku piechoty armii rosyjskiej. Obaj bracia byli członkami spisku, którego (niezrealizowanym) celem było opanowanie twierdzy dyneburskiej. W spisku tym aktywna była również ich kuzynka Emilia Plater oraz Aleksander Rypiński. 31 III lub 22 IV 1831 bracia zdezerterowali z armii carskiej i włączyli się do partyzantki Walentego Brochockiego. Następnie zostali wcieleni do armii regularnej, w której Lucjan służył jako ppor. 7 Pułku Piechoty Liniowej. Awans na podporucznika otrzymał z rąk gen. Antoniego Giełguda w dniu 15 czerwca 1831. Po upadku powstania wyemigrował, przez Bawarię, do Europy zachodniej. Bracia Lucjan i Ferdynand Platerowie, wyrokiem Mińskiej Komisji Śledczej z dnia 23 listopada 1831 r., zostali skazani zaocznie na ciężkie roboty na Syberii, jako przestępcy 2 kategorii. Majątek braci został skonfiskowany przez władze carskie.

## Na emigracji
14 lutego lub w marcu 1832 przybył do Francji. Osiadł początkowo w Awinionie, następnie – jesienią 1832 – przeniósł się do Paryża. W stolicy Francji udzielał się m.in. w redakcji Pielgrzyma Polskiego.
W latach 1833–1837 był członkiem Towarzystwa Demokratycznego Polskiego (TDP) w Paryżu, pomimo iż sam wywodził się z warstwy arystokratycznej, popierającej na ogół obóz ks. Adama Jerzego Czartoryskiego. We wrześniu 1834 r. podpisał akt potępiający politykę księcia. W roku 1835 bez powodzenia kandydował w wyborach do Centralizacji TDP (otrzymał 1 głos). W tym samym roku, pod przybranym nazwiskiem Laurance, przybył do Królestwa Polskiego w charakterze emisariusza, jednak wkrótce powrócił do Francji, a następnie wyjechał do Anglii (wrzesień 1835). Na wyspach w okresie od czerwca 1838 do sierpnia 1839 pobierał zasiłek od rządu brytyjskiego.
W roku 1836 podpisał Manifest TDP; w roku następnym został wykreślony z kompletu czynnego członków towarzystwa. Według niepotwierdzonych relacji był nieustannie inwigilowany przez carskich szpiegów, skutkiem czego – w trosce o bezpieczeństwo swoje i najbliższych – opuścił Europę. W 1838 do Nowej Południowej Walii wyemigrował książę Alojzy Konstanty Drucki Lubecki, uczestnik powstania listopadowego, który poślubił siostrę żony Lucjana, Laurę, a także jej brat, John Duffus, wraz z żoną i pięciorgiem dzieci. Za namową Lubeckiego bracia Platerowie, podjęli decyzję o dołączeniu do rodziny. 7 stycznia 1840 r. wraz z żoną Charlottą i pierwszą córką (Emily Laura, ur. 19 V 1838 w Poplar k. Londynu), oraz bratem Ferdynandem, po 101 dniach podróży, przybył na pokładzie statku „Alfred” do Australii. Platerowie byli jednymi z pierwszych polskich osadników na kontynencie australijskim. Według legendy, w Australii zaoferowano Platerowi grunty pod Sydney, jednak tylko pod warunkiem przyjęcia przezeń obywatelstwa brytyjskiego. Odmowa Platera skazywała go na ubóstwo do końca życia. Utrzymywał się z wyrobu kordiału i słodyczy, którego to fachu nauczył się podczas pobytu we Francji. Udzielał także prywatnych lekcji języka francuskiego.
Zmarł 12 VI 1857 w Parramatta. Został pochowany na cmentarzu  St John’s Church of England w Parramatta.

## Życie prywatne

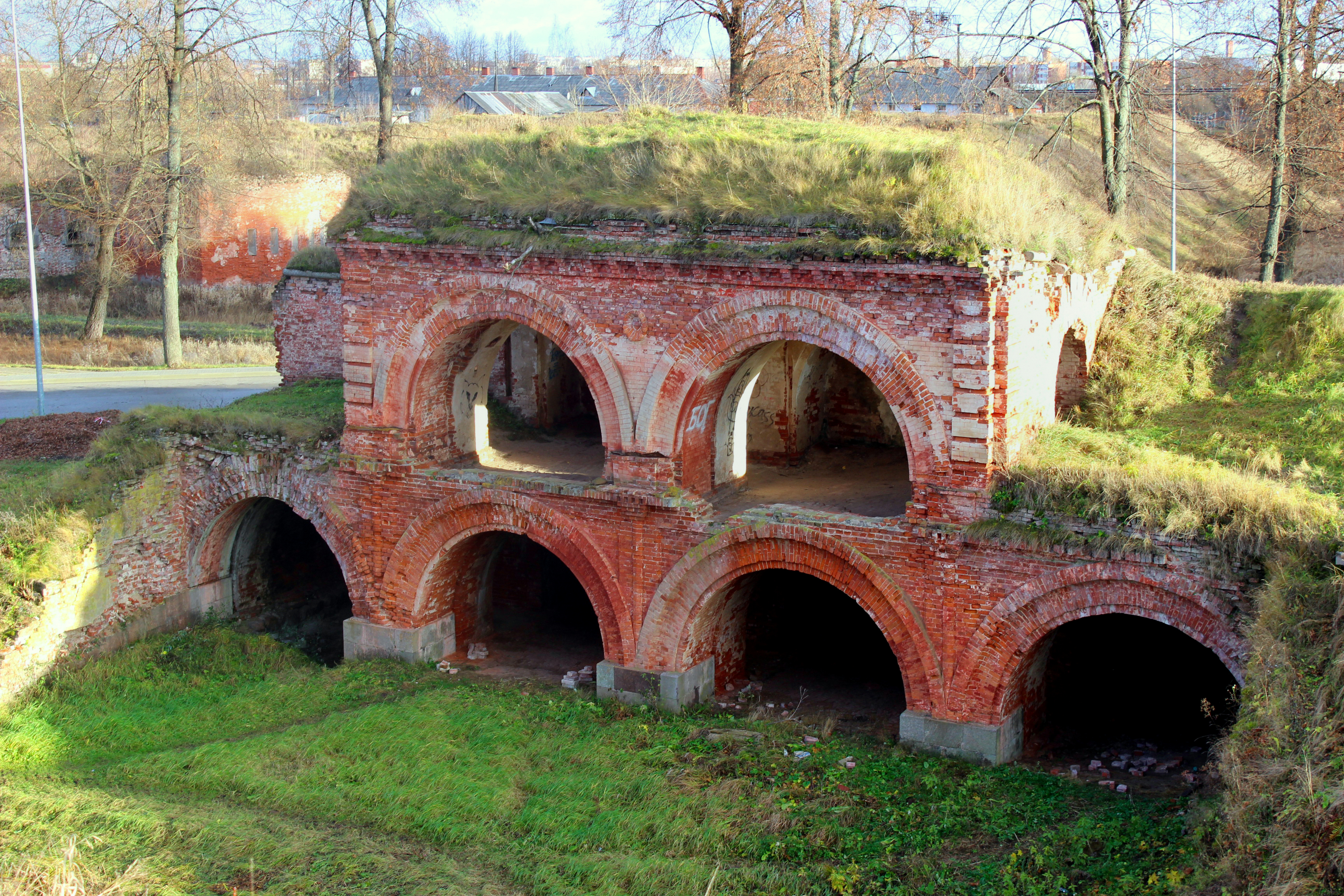
Fragment pozostałości twierdzy w Dyneburgu – w powstaniu listopadowym miejsce spisku braci Platerów, Aleksandra Rypińskiego i in.

13 X 1836 r. w kościele St. James w Clerkenwell ożenił się z Charlottą Price Duffus (1813–1885; synem jej kuzynki był Thomas Hardy), córką plantatora z Indii Zachodnich. Ślubu udzielał brat Charlotty – John Duffus. Lucjan i Charlotta doczekali się ośmiorga dzieci (dwójka kolejnych dzieci prawdopodobnie zmarła w dzieciństwie). Po śmierci Lucjana ich wychowaniem zajął się brat, Ferdynand Plater.  
Dom rodzinny Platerów w Parramatta (obecnie część Sydney) zachował się do dziś – znajduje się przy 90 George Street. 

## Pozostałe informacje
- Lucjan Plater był pierwszym odnotowanym Polakiem pochowanym w Australii[2].
- We współczesnej Australii potomkowie Platera (w liczbie ponad 150) posługują się nazwiskiem de Plater; część rodziny pielęgnuje polskie tradycje. Wyznają luteranizm[7].
- Troje z ośmiorga dzieci Platerów, Emily (88 l.), Rachel (83 l.) i Emilian (75 l.), zmarło w ciągu zaledwie jednego tygodnia, w czerwcu 1926 r.[2] Emily i Emilian otrzymali te imiona na cześć Emilii Plater[4].
- Australijski dziennikarz Collinridge Rivett (syn polskiej emigrantki) przygodom braci Platerów poświęcił powieść Transplanted Lime Tree, drukowaną odcinkami na łamach Parramatta and Hills News (1957–1958)[5].
- Starszy brat Lucjana, Michał (1807–1835) przeszedł do historii za sprawą głośnego w Wilnie incydentu z dnia 15 maja 1823 (według kalendarza starego porządku – 3 maja), kiedy to jako uczeń V klasy wileńskiego gimnazjum napisał na tablicy słowa: «Vivat Konstytucja 3 maja, o jak słodkie wspomnienie dla rodaków»[13]. O „nieprzyzwoitości napisu”[13] został poinformowany rektor Uniwersytetu Wileńskiego, następnie gubernator miasta, minister oświecenia oraz sam w. ks. Konstanty[14]. Błahy z pozoru incydent, w połączeniu z innymi podobnymi wypadkami[14], wywołał „drapieżną czynność niecnego Nowosilcowa”[15]; doprowadził do umyślnie rozszerzanego przez władze zakresu śledztwa i represji[16], i w konsekwencji do aresztowania filaretów, a nawet rektora uniwersytetu – Józefa Twardowskiego[16]; w rezultacie Michał Plater został skazany na 14 lat służby wojskowej. W r. 1830 podczas walk na Kaukazie został ranny w głowę; do kraju powrócił w stanie obłąkania[5].
- Adam Mickiewicz, w Ustępie III części „Dziadów” („Przegląd wojska”) poświęcił Lucjanowi Platerowi wersy od 390 do 430[5].